# Thayngen
Thayngen (toponimo tedesco) è un comune svizzero di 5 293 abitanti del Canton Sciaffusa. Il 1º gennaio 2004 ha inglobato il comune soppresso di Barzheim e il 1º gennaio 2009 quelli di Altdorf, Bibern, Hofen e Opfertshofen.